# This Fall
This Fall è il decimo album in studio del cantante Joseph Williams pubblicato il 19 novembre 2008.
Si tratta di un album inizialmente realizzato in Giappone, distribuito dalla WHD Entertainment, e successivamente messo su mercato mondiale. L'album vede la collaborazione degli allora ex membri dei Toto, che pochi mesi prima avevano annunciato lo scioglimento. Steve Lukather, scrive la titletrack, Bobby Kimball fa le veci di guest vocals sui brani Yeah, Yeah, Yeah (If I Seem To Wander) e Do 'Ya che scrive insieme a David Paich, il quale fa anch'egli le veci di guest vocals sul pezzo in questione. Steve Porcaro scrive e arrangia Angelie in cui suona anche Lukather. Tra gli altri ospiti nell'album spuntano Richie Zito, Joey Carbone, Jay Gruska, il fratello del cantante Mark T. Williams e la figlia Hannah Ruick.

## Track List
1. This Fall (J. Williams, S. Lukather) - 4:01
2. Do 'Ya (J. Williams, D. Paich, B. Kimball) - 3:43
3. It's a Far Cry (J. Williams, C. Eaton, D. Harris) - 4:44
4. Yeah, Yeah, Yeah (If I Seem To Wander) (J. Williams, M.T. Williams, H. Ruick) - 3:53
5. I Know What I Know (J. Williams, J. Gruska) - 3:46
6. She Walked (J. Williams, R. Zito) - 3:08
7. Wonder At All (J. Williams) - 4.38
8. You Don't Know What's Coming (J. Williams, D. Harris, B. Birch) - 4:50
9. Hush (J. Williams) - 2:23
10. Don't Pull The Plug (J. Williams, M.T. Williams) - 3:35
11. Angelie (J. Williams, S. Porcaro) - 4:50
12. Tell Me Something New (J. Williams, M.T. Williams) - 4:48
13. Far Away (J. Williams, A. Williams) - 3:36
14. I Luv U Goodbye (J. Williams) - 0:27

## Musicisti
- Joseph Williams- voce, voce secondaria, pianoforte, programming e arrangiamenti
- Bobby Kimball - voce (2), voce secondaria (4)
- Joey Carbone - voce secondaria (6)
- Hannah Ruick - voce secondaria (4, 5)
- Mark T. Williams - chitarra, batteria, tastiera, basso elettrico, voce secondaria e arrangiamenti (10, 12)
- Steve Lukather - chitarra (1, 3, 11) e arrangiamenti (1)
- Anthony Mazza - chitarra
- S. N. Walsh - chitarra (7)
- Ewen Williams - chitarra (12)
- Richie Zito - chitarra, chitarra solista e arrangiamenti (6)
- David Paich - pianoforte, Hammond B3, voce secondaria (2)
- Steve Porcaro - tastiera, basso elettrico, voce secondaria, programming e arrangiamenti (11)
- David Harris - pianoforte, arrangiamenti (8)
- Chris Eaton - pianoforte (3)
- Jay Gruska - arrangiamenti (5)
- Sean Barrett - basso elettrico (2, 6, 12)
- Bob Birch - basso elettrico, arrangiamenti (8)
- Joe Stanley - basso elettrico (1, 2, 3, 7)
- J. Willy - basso elettrico (4)
- Rick Marotta - batteria (11)
- Emmanuel "E-Man" Cervantes - batteria